# Priestleya calycina
Priestleya calycina är en ärtväxtart som beskrevs av Harriet Margaret Louisa Bolus. Priestleya calycina ingår i släktet Priestleya och familjen ärtväxter. Inga underarter finns listade i Catalogue of Life.